# Dallas Braden
Dallas Lee Braden (Phoenix, 13 agosto 1983) è un ex giocatore di baseball statunitense, che ha giocato nel ruolo di lanciatore nella Major League Baseball (MLB).

## Carriera
Braden debuttò nella MLB con gli Oakland Athletics il 24 aprile 2007 guadagnando una vittoria contro i Baltimore Orioles. Quell'anno terminò con un record di 1-8 in 20 partite (14 come partente) con 55 strikeout e 26 basi su ball. L'anno seguente si divise tra il roster degli A's e le minor league. Nel 2009 fu il lanciatore partente nella giornata di apertura, terminando con un record di 8-9.
Il 9 maggio 2010, Braden lanciò il 19º perfect game della storia della MLB contro i Tampa Bay Rays ad Oakland. Vi riuscì effettuando 109 lanci, 77 dei quali furono strike. Braden aveva perso la madre a causa di un melanoma, così l'impresa ebbe ancora più significato poiché si giocò il giorno della Festa della mamma. Il 21 maggio fu dichiarato il "Dallas Braden Day" dalla città di Oakland. Concluse la stagione 2010 con un bilancio di 11–14 in 30 gare da partente contro gli A's. Lanciò 5 gare complete e 2 shutout.
Nel 2011 Braden disputò 3 gare da partente prima di chiudere la stagione e poi la carriera per un infortunio alla spalla.

## Palmarès
- Lanciatore di una partita perfetta (9 maggio 2010)